# Microrgyia
Microrgyia este un gen de molii din familia Lymantriinae.